# Gabriel Veraldi
Gabriel Véraldi (* 1926 in Annecy; † 23. April 2009) war ein Schweizer Schriftsteller.
Véraldi war Biologe und arbeitete bei der Welt-Ernährungs- und Landwirtschaftsorganisation FAO. 1954 erhielt er den Prix Femina für sein Werk „Einem Engel zum Gedenken“. Sein literarisches Genre war der fantastische Realismus.

## Werke (Auswahl)
- La machine humaine. Roman., Paris, Gallimard 1954.
- Einem Engel zum Gedenken. Roman. Karlsruhe, Stahlberg 1955
- Die Spione guten Willens. Karlsruhe, Stahlberg 1968
- Guerir par l'eau. Paris, Robert Laffont, 1977